# Ceba sang de bou
La varietat de ceba sang de bou és una varietat de la família de les liliàices de l'espècie de la ceba, Allium cepa L. És una ceba de mida petita, aplanada. La pell i la carn tenen un color violeta fosc característic. De gust picant. Amb un bulb aplanat més ample que alt. La relació alçada-diàmetre és de 0,59 de mitjana. El seu diàmetre màxim és al punt mitjà i la forma del bulb és el·líptica transversal. No és per a guardar, ja que no té una bona conservació, però si que és molt rústica en el seu cultiu. Està inclosa en el Catàleg de les varietats locals d'interès agrari de Catalunya amb el número d'inscripció CAT008VL. Es tenen referències del seu cultiu al Maresme, però també hi ha agricultors a Osona que la cultiven, ja que al tenir un clima més plujós els dona (en secà) fruits més grans i menys picants.

## Característiques agronòmiques
És una varietat molt apta per al seu cultiu en secà. Es caracteritza per ser precoç i de cicle 
curt. Es sembra al setembre i es cullen els bulbs al juny.